# Technologie DARQ
Technologie DARQ to Distributed Ledger Technology (DLT), Artificial Intelligence (AI), Extended Reality (XR) i Quantum Technology (QT). Te cztery innowacyjne technologie same w sobie są na czołowym miejscu w dziedzinie technologicznej, a ich zintegrowane wykorzystanie przewiduje znaczący wpływ na wiele różnych branż, w tym: finanse, opiekę zdrowotną, produkcję, podróże i turystykę, systemy zarządzania, technologie informacyjne i energię odnawialną.

## Technologie
Technologie DARQ to zintegrowane połączenie czterech przekształcających technologii, które oferują synergiczne efekty i nowe możliwości innowacji w różnych branżach. Te złączone technologie mają potencjał odblokowania nowatorskich rozwiązań, zwiększenia bezpieczeństwa, poprawienia wydajności, umożliwienia zaawansowanego rozwiązywania problemów oraz zapewnienia użytkownikom wciągających doświadczeń.

### Technologia rozproszonego rejestru
Technologia rozproszonego rejestru (Distributed Ledger Technology – DLT) odnosi się do architektury bazy danych rozproszonej w wielu lokalizacjach, krajach lub instytucjach. Jako zdecentralizowany system, technologia Distributed Ledger Technology (Technologia rozproszonych rejestrów) umożliwia przechowywanie danych w sieci komputerów lub węzłów, zamiast w jednym centralnym miejscu. Dzięki temu zapewnia bezpieczne i transparentne transakcje, eliminując potrzebę polegania na pośrednikach. DLT opiera się na algorytmach kryptograficznych, które gwarantują integralność i bezpieczeństwo przechowywanych danych.
DLT pełni również rolę podstawową w tworzeniu zasobów cyfrowych, takich jak kryptowaluty. Kryptowaluty są cyfrowymi lub wirtualnymi tokenami, które wykorzystują techniki kryptograficzne w celu zapewnienia bezpieczeństwa transakcji i są oparte na technologii rozproszonych rejestrów (DLT). Te zdecentralizowane waluty działają autonomicznie, bez konieczności udziału banków centralnych. Dobrze znane przykłady kryptowalut to Cardano, Ethereum, Solana, Tron.

### Sztuczna inteligencja
Sztuczna inteligencja (Artificial Intelligence – AI) jest obszarem rozwoju systemów komputerowych zdolnych do wykonywania zadań, które tradycyjnie wymagają ludzkiej inteligencji, takich jak uczenie się, rozwiązywanie problemów i podejmowanie decyzji. Jest to szeroka dziedzina obejmująca wiele różnych technik i podejść, takich jak uczenie maszynowe, przetwarzanie języka naturalnego, widzenie komputerowe i robotyka. Sztuczna inteligencja ma na celu tworzenie inteligentnych systemów, które są zdolne do analizowania danych, wykrywania wzorców, podejmowania autonomicznych decyzji i dostosowywania się do zmieniających się warunków.
Model dużego języka (LLM), to model głębokiego uczenia, który zawiera szeroki zakres parametrów i pojawił się około 2018 roku. Od tego czasu, znalazł zastosowanie w różnych dziedzinach, włączając przetwarzanie języka naturalnego, opiekę zdrowotną, chemię, badania akademickie i rozwój oprogramowania. Modele te są trenowane przy użyciu metod bez nadzoru na ogromnych ilościach danych tekstowych.

### Rzeczywistość rozszerzona
Rzeczywistość rozszerzona (Extended Reality – XR) to termin używany do opisania szerokiego zakresu technologii, które dostarczają zaangażowanych i interaktywnych doświadczeń, przekraczających możliwości tradycyjnych ekranów i interfejsów. Technologie te obejmują rzeczywistość wirtualną (VR), rzeczywistość rozszerzoną (AR), rzeczywistość mieszaną (MR) i inne powiązane technologie.
Jednym z wyjątkowych zastosowań technologii XR jest metawersum. Termin ten odnosi się do zbiorowej wirtualnej przestrzeni, w której użytkownicy mogą interakcjonować ze sobą i obiektami cyfrowymi w czasie rzeczywistym, tworząc nową formę połączonej rzeczywistości. Metawersum można postrzegać jako ogromny, trwały i dynamiczny wirtualny wszechświat, który istnieje równolegle do naszego świata fizycznego.

### Technologia kwantowa
Technologia kwantowa (Quantum Technology – QT) to rodzaj technologii opartej na zasadach mechaniki kwantowej, która opisuje zachowanie materii i energii na poziomie atomowym i subatomowym. Wykorzystuje ona unikalne właściwości układów kwantowych, takie jak superpozycja i splątanie, do przeprowadzania skomplikowanych obliczeń i operacji wykraczających poza możliwości komputerów klasycznych. Firma Honeywell szacuje, że wartość technologii kwantowej może sięgnąć niewyobrażalnych 1 biliona dolarów w ciągu kolejnych trzech dekad. To podkreśla ogromny potencjał dla badaczy, inwestorów oraz naukowe i ekonomiczne znaczenie tego nowatorskiego obszaru. Scheidsteger i inni dokonują szerokiej kategoryzacji QT 2.0, dzieląc je na cztery dziedziny. Ważne jest jednak zauważenie, że choć te dziedziny mają znaczące nakładanie się, nie obejmują wszystkich potencjalnych technologii kwantowych.

## Połączenia technologii DARQ

### DLT AI
Konwergencja technologii rozproszonego rejestru (DLT) i sztucznej inteligencji (AI) jest dynamicznie rozwijającym się obszarem badań i rozwoju. Połączenie tych dwóch technologii niesie za sobą ogromny potencjał tworzenia innowacyjnych aplikacji i usług, które są bezpieczniejsze, bardziej transparentne i efektywne niż tradycyjne systemy. Na DLT ma wpływ sztuczna inteligencja, koncentrująca się na algorytmach konsensusu opartych na sztucznej inteligencji, bezpieczeństwie inteligentnych kontraktów, zdecentralizowanej koordynacji, uczciwości DLT, niezamiennych tokenach (NFT), zdecentralizowanych finansach, zdecentralizowanych organizacjach autonomicznych (DAO) oraz wielu innych.

### Quantum AI
Model języka kwantowego (QLM) to nowatorski model językowy oparty na zasadach kwantowej teorii prawdopodobieństwa, która służy do opisu zachowania układów kwantowych. QLM jest stochastycznym modelem, który wykorzystuje korelacje kwantowe wynikające z interferencji i splątania. Jest to nowe podejście do budowy modeli językowych, które w ostatnich latach było przedmiotem badań w społeczności zajmującej się przetwarzaniem języka naturalnego (NLP). QLM stanowi eksperymentalne badanie konceptualne, którego celem jest ukazanie potencjału tego podejścia, a nie budowanie kompletnych aplikacji do rozwiązywania problemów z modelowaniem języka w dowolnym środowisku.
Kwantowe przetwarzanie języka naturalnego (QNLP) to stosowanie obliczeń kwantowych w celu przetwarzania języka naturalnego (NLP). Wykorzystuje ono zjawiska takie jak superpozycja, splątanie i interferencja, aby uruchamiać modele NLP lub wykonywać zadania związane z językiem na sprzęcie kwantowym. W QNLP, słowa są osadzane jako sparametryzowane obwody kwantowe, które mogą efektywnie rozwiązywać zadania NLP szybciej niż tradycyjne komputery klasyczne.
Podejście oparte na kwantowej funkcji fal wielu ciał (QMWF) do modelowania języka ma na celu rozwiązanie ograniczeń obecnych w modelach językowych inspirowanych mechaniką kwantową (QLM) w zakresie modelowania wieloznaczności interakcji między słowami oraz integracji z sieciami neuronowymi.